# Sindrome di McLeod
La sindrome di McLeod, o MLS (McLeod syndrome) è una malattia rara autosomica recessiva del sistema nervoso, che si presenta in età adulta, derivante da neuroacantocitosi multisistemica. A livello biochimico è caratterizzata dall'assenza dell'antigene Kx e da una debole espressione degli antigeni Kell.

## Storia ed epidemiologia
È stata scoperta nel 1961 e prende il nome da uno studente universitario di Harvard, al quale in seguito ad una donazione di sangue furono analizzati i globuli rossi.
La prevalenza e l’incidenza non sono note e sono stati riscontrati circa 150 casi al mondo. È riscontrata in Europa, America del Nord e del Sud e Giappone.
La popolazione maschile è più interessata, e di rado le portatrici femmine sviluppano la malattia.

## Clinica
L'età di sviluppo della patologia può variare tra i 25 e i 60 anni, e la durata della malattia può superare i trent’anni.
Clinicamente può apparire simile alla malattia di Huntington attraverso movimenti discinetici coreiformi e degenerazioni del nucleo caudato, con disturbi ipercinetici involontari, sintomi psichiatrici come depressione, psicosi simil-schizofrenia, disturbi compulsivi. Tali sintomi si manifestano ancor prima che appaiano i disturbi motori. In gruppi di pazienti sono stati riscontrati debolezza muscolare convulsioni e alterazioni cognitive.
Il segni di sofferenza neuromuscolare sono la neuropatia neuronale sensitivo-motoria, l’atrofia muscolare neurogena, e una miopatia che si può manifestare con fibrillazione atriale, aritmie maligne e può evolvere in cardiomiopatia dilatativa. La miopatia da sindrome di Mc Leod può predisporre alla rabdomiolisi, maggiormente in occasione dell’assunzione di farmaci neurolettici.

## Prognosi
La sopravvivenza varia dai 7 ai 30 anni e l'età media di morte è di 53 anni. La MLS è inesorabilmente progressiva e la prognosi è sfavorevole. La morte può sopraggiungere per disfunzioni del sistema autonomo e arresto cardiaco improvviso.